# Aleurocerus luxuriosus
Aleurocerus luxuriosus es un hemíptero de la familia Aleyrodidae, con una subfamilia: Aleyrodinae. Fue descrita científicamente en 1923 por Bondar.